# Кубок домашних наций 1899
Кубок домашних наций 1899 (англ. 1899 Home Nations Championship — Чемпионат домашних наций 1899) — 17-й в истории регби Кубок домашних наций, прародитель современного регбийного Кубка шести наций. Турнир прошёл с января по март. Чемпионом Кубка домашних наций в 4-й раз в своей истории стала Ирландия, которая выиграла все три матча и завоевала Тройную корону (во второй раз).
Ирландцы добились победы в основном благодаря строгой игре в обороне (три игровых очка они позволили набрать только сборной Шотландии). В матче против Шотландии вырвали победу, реализовав пенальти, который был заработан за атаку игрока, не владеющего мячом — впервые в истории регби был назначен пенальти именно за такое нарушение. Вместе с тем для ирландцев эта победа стала последней перед эпохой грандиозных неудач: следующую победу в Кубке им пришлось ждать 36 лет, а Тройную корону — все 48 лет.
Турнир также запомнился полным провалом сборной Англии, которая набрала только три игровых очка в матче с Уэльсом: в течение следующих 33 игр в турнирах англичане одержали только 7 побед.

## Итоговая таблица
| Место | Сборная   | Игры    | Игры   | Игры  | Игры      | Очки в матчах* | Очки в матчах* | Очки в матчах* | Очки в турнире** |
| Место | Сборная   | Сыграно | Победы | Ничьи | Проигрыши | Забито         | Пропущено      | Разница        | Очки в турнире** |
| ----- | --------- | ------- | ------ | ----- | --------- | -------------- | -------------- | -------------- | ---------------- |
| 1     | Ирландия  | 3       | 3      | 0     | 0         | 18             | 3              | +15            | 6                |
| 2     | Шотландия | 3       | 2      | 0     | 1         | 29             | 19             | +10            | 4                |
| 3     | Уэльс     | 3       | 1      | 0     | 2         | 36             | 27             | +9             | 2                |
| 4     | Англия    | 3       | 0      | 0     | 3         | 3              | 37             | −34            | 0                |

*В этом сезоне очки начислялись по следующим правилам: попытка — 3 очка, забитый после попытки гол — 2 очка, дроп-гол и гол с отметки — 4 очка, гол с пенальти — 3 очка.

**Два очка за победу, одно за ничью, ноль за поражение.

## Сыгранные матчи
- 7 января 1899, Суонси: Уэльс 26:3 Англия
- 4 февраля 1899, Дублин: Ирландия 6:0 Англия
- 18 февраля 1899, Эдинбург: Шотландия 3:9 Ирландия
- 4 марта 1899, Эдинбург: Шотландия 21:10 Уэльс
- 11 марта 1899, Лондон: Англия 0:5 Шотландия
- 18 марта 1899, Кардифф: Уэльс 0:3 Ирландия